# Melanerpes lewis
Melanerpes lewis là một loài chim trong họ Picidae.